# Buffalo Germans
I Buffalo Germans erano una squadra di pallacanestro statunitense di Buffalo. Si tratta di una delle squadre più antiche del mondo, essendo stata fondata nel 1895 in una Young Men's Christian Association; la squadra si sciolse nel 1925.

## Storia

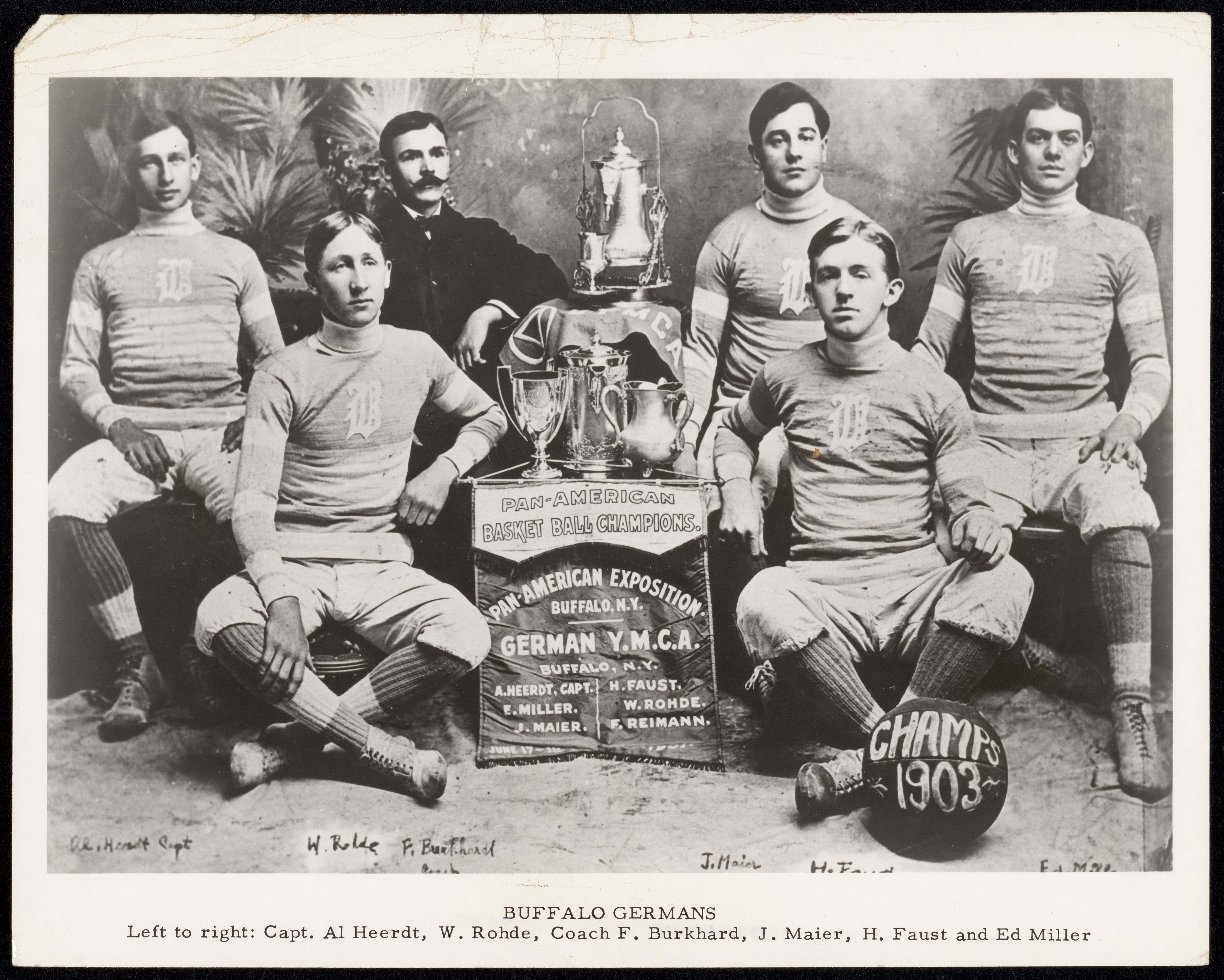
I Buffalo Germans nel 1903

I Germans parteciparono ai Giochi della III Olimpiade di Saint Louis, nella prima edizione dimostrativa della pallacanestro olimpica. Vinsero il titolo nella categoria "Olympic World's Basket Ball Championships".
Nel corso degli anni i Germans vinsero 792 partite, perdendone 86. La striscia più lunga fu di 111 vittorie, tra il 1908 e il 1910. La vittoria più netta fu un 134-0 contro l'Hobart College.
Negli anni dieci vinsero in più occasioni il Pan-American Exposition Basketball Championship.
Alcuni dei giocatori della squadra furono: Philip Dischinger, Henry J. Faust, Edward Linneborn, John I. Maier, Harry J. Miller, Edmund Reimann, George Schell. Ai Giochi di Saint Louis furono convocati: Albert W. Manweiler, Alfred A. Heerdt (capitano), George L. Redlein, William C. Rhode, Edward C. Miller,  Charles P. Monahan; allenatore era Fred Burkhardt.
Nel 1961 i Buffalo Germans vennero ammessi nel Naismith Memorial Basketball Hall of Fame.